# Johannes Braun (Bischof)

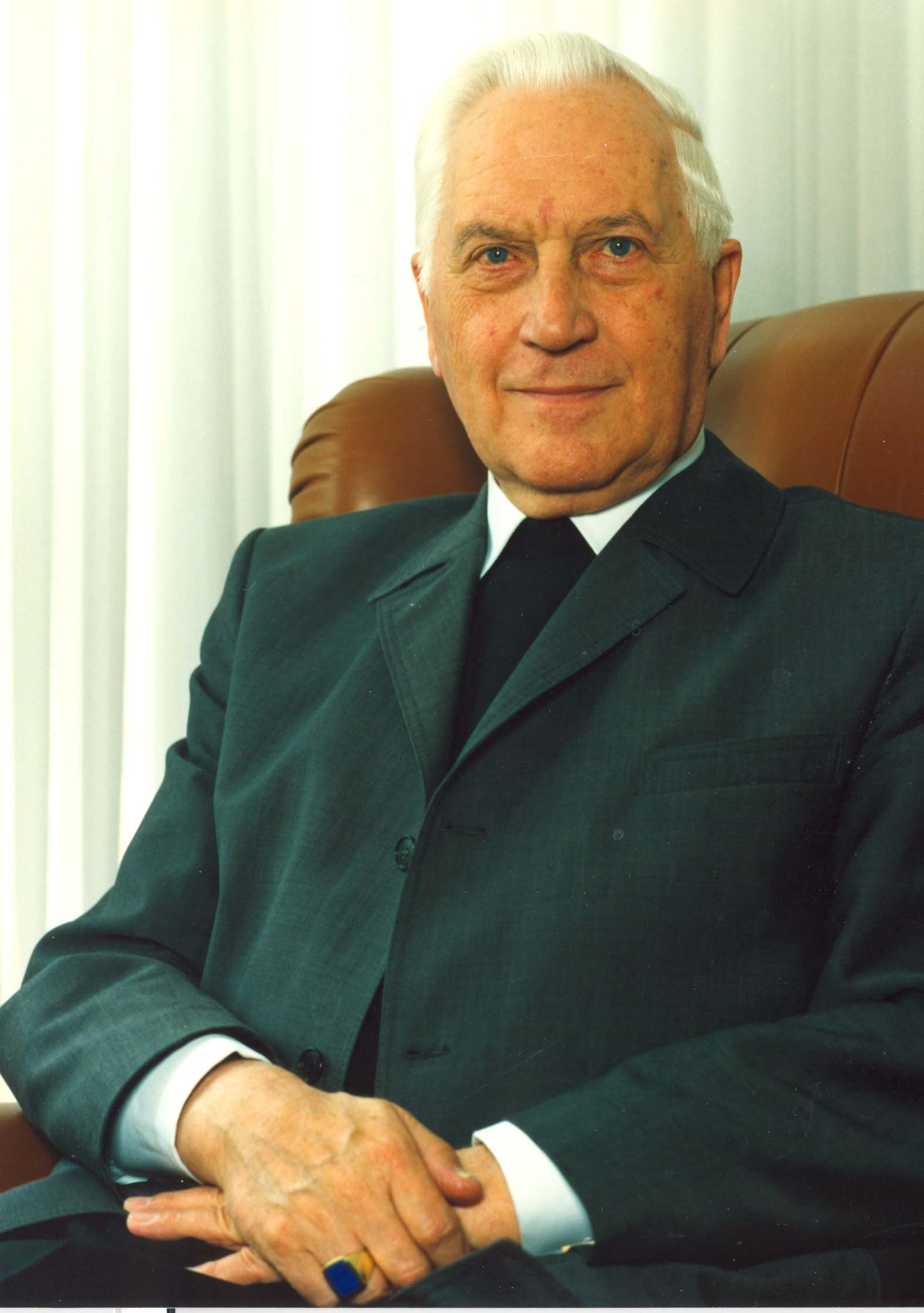
Bischof Johannes Braun

Johannes Braun (* 28. Oktober 1919 in Dortmund; † 17. Juli 2004 in Paderborn) war ein deutscher Geistlicher. Er wirkte als Weihbischof und Apostolischer Administrator in Magdeburg.

## Leben

### Priester
Braun studierte Theologie in Paderborn, wo er am 8. August 1948 durch Lorenz Jaeger die Priesterweihe empfing. Seine Primiz feierte er am 15. August 1948 in der St.-Lambertus-Kirche in Ascheberg. 1948 bis 1952 war er Vikar in Magdeburg. Danach baute er hier das Spätberufenenseminar Norbertuswerk für Priesteramtskandidaten auf, das er bis 1970 leitete. Am 26. September 1963 verlieh ihm Papst Paul VI. den Ehrentitel Geheimkämmerer Seiner Heiligkeit (Monsignore).

### Bischof
Am 3. März 1970 wurde er durch Papst Paul VI. zum Titularbischof von Putia in Byzacena und zum Weihbischof in Paderborn ernannt. Friedrich Maria Rintelen, sein Vorgänger als Bischöflicher Kommissarius in Magdeburg, spendete ihm am 18. April 1970 die Bischofsweihe. Mitkonsekratoren waren die Weihbischöfe Hugo Aufderbeck aus Erfurt und Gerhard Schaffran aus Görlitz. Von 1971 bis 1990 war Braun Protektor des Bischöflichen Werkes „Not in der Welt“. Von 1973 bis 1990 war er Apostolischer Administrator in Magdeburg.
Auf Grund interner Probleme mit einer Reihe von Priestern erbat Braun 1988 einen vatikanischen Visitator. Dieser kam zu dem Ergebnis, dass rund 95 % der Priesterschaft hinter „ihrem“ Bischof stehen. Am 20. September 1989 unterzeichnete er den einzigen katholischen Hirtenbrief, der das Machtmonopol der SED in der DDR in Frage stellte. 1990 verzichtete er auf sein Amt, wurde vom Vatikan am 24. März 1990 in den Ruhestand versetzt und übersiedelte nach Paderborn. Sein Nachfolger als Apostolischer Administrator wurde Leo Nowak.
Braun wurde auf eigenen Wunsch am 23. Juli 2004 in der Klosterkirche der Huysburg beigesetzt.

## Schriften
- Volk und Kirche in der Dämmerung. Leipzig 1992.
- Im Schatten des Staatssicherheitsdienstes der DDR (1981–90). Duderstadt 1997.
- Ich lebe, weil Du es willst – Tagebuch aus dunklen Tagen 1970–1990. Duderstadt 1999.